# Michaela Conlin
Michaela Conlin (ur. 9 czerwca 1978 w Allentown) aktorka teatralna i telewizyjna. Występuje w serialu Kości, w którym gra artystkę plastyka Angelę Montenegro rekonstruującą twarze ofiar.

## Filmografia
Aktorka
- Trudna miłość (Love the Hard Way, 2001) - Cara
- MDs (2002-2003) - Dr Maggie Yang
- Garmento (2002) - Marcy
- Kości (2005) - Angela Montenegro
- Open Window (2006) - Miranda
- Zaczarowana (2007) - May

aktorka gościnnie
- JAG – Wojskowe Biuro Śledcze (JAG, 1995-2005) - Porucznik Mary Nash
- Babski oddział (The Division, 2001-2004) - Kierownik